# Que le spectacle commence (film, 1949)
Pour plus de détails, voir Fiche technique et Distribution.
Que le spectacle commence (Curtain Razor) est un cartoon, réalisé par Friz Freleng et sorti en 1949, qui met en scène Porky Pig.

## Fiche technique
- Titre : Que le spectacle commence
- Titre original : Curtain Razor
- Réalisation : Friz Freleng
- Scénario : Tedd Pierce
- Musique : Carl W. Stalling
- Montage : Treg Brown
- Production : Edward Selzer
- Société de production : Warner Bros. Cartoon Studios
- Société de distribution : Warner Bros. (États-Unis)
- Pays :  États-Unis
- Genre : Animation et comédie
- Durée : 7 minutes
- Dates de sortie : 
  -  États-Unis : 21 mai 1949